# Carl Knowles
Carl Stanley Knowles (San Diego, 24 de fevereiro de 1910 — Los Angeles, 4 de setembro de 1981) foi um basquetebolista estadunidense que fez parte da equipe que conquistou a Medalha de Ouro nas XI Jogos Olímpicos de Verão realizados em Berlim na Alemanha nazista.

## Biografia
Estudou e jogou pelo time de basquetebol da UCLA no final dos anos 1920 e início dos anos 1930 onde tornou-se capitão em sua temporada como veterano.  Após completar a graduação, Knowles jogou no time bancado pela Universal Studios, time que serviu como base para a Seleção Estadunidense que participou da conquista da Medalha de Ouro Olímpica. Durante várias temporadas foi selecionado como um dos melhores da AAU Basketball e da Costa do Pacífico e mais tarde trabalharia na indústria cinematográfica no Universal Studios. Em 1981 já com a saúde debilitade veio a falecer.

## Estatística na Seleção Estadunidense
| Evento      | Idade | Fase             | Resultado       | Data       | Pts |
| ----------- | ----- | ---------------- | --------------- | ---------- | --- |
| Berlim 1936 | 26    | Quartas de Final | EUA 56 x 23 PHI | 12/08/1936 | 2   |
| Berlim 1936 | 26    | Final            | EUA 19 X 8 CAN  | 14/08/1936 | 4   |